# 42354 Kindleberger
42354 Kindleberger este un asteroid din centura principală de asteroizi.

## Descriere
42354 Kindleberger este un asteroid din centura principală de asteroizi. A fost descoperit pe 12 februarie 2002 la Fountain Hills (Arizona) de Charles W. Juels și Paulo R. Holvorcem. Asteroidul prezintă o orbită caracterizată de o semiaxă mare de 2,69 ua, o excentricitate de 0,06 și o înclinație de 15,9° în raport cu ecliptica.